# Anatoli Leonidowitsch Adamischin
Anatoli Leonidowitsch Adamischin (russisch Анатолий Леонидович Адамишин; * 11. Oktober 1934 in Kiew, Ukrainische SSR, Sowjetunion; † 13. August 2025) war ein russischer Diplomat, Politiker und Manager.
Adamischin studierte an der Lomonossow-Universität in Moskau und war unter Eduard Schewardnadse sowjetischer Vizeaußenminister. Von 1990 bis 1992 war er als Nachfolger von Nikolai Lunkow sowjetischer bzw. russischer Botschafter in Italien. Von 1994 bis 1997 war er als russischer Botschafter im Vereinigten Königreich tätig. In diesem Amt folgte er auf Boris Pankin. In den Jahren 1997 und 1998 hatte er den Posten des Ministers für GUS-Angelegenheiten inne. Von 1998 bis 2005 war er Vizepräsident des Finanzinvestors AFK Sistema.
Er war Mitglied im European Leadership Network.

## Schriften
- Anatoly Adamishin, Richard Schifter: Human rights, perestroika, and the end of the cold war. United States Institute of Peace, Washington D. C. 2009, ISBN 978-1-60127-040-5 (englisch, 297 S.).